# 特許戦争
特許戦争とは、訴訟を通じて自らの特許を守るために、企業や個人の間で繰り広げられる、攻撃的または防御的に行う「争い」のことを指す。世界最大のテクノロジー企業やソフトウェア企業の間では、現在も特許戦争が続いている。現代の特許戦争は、米国、中国、ヨーロッパ、日本、韓国、台湾に拠点を置く多国籍企業によって戦われるグローバルな現象と化している  。特許戦争は、過去にも現在にも、さまざまな技術の特許において発生している。

## 歴史
特許戦争は、今に始まったことではない。例えば、飛行機の発明者であるライト兄弟が、競合他社の飛行機製造を阻止するために訴訟を起こし、アメリカの航空業界の発展を阻害したライト兄弟の特許戦争がある。また、電話を発明したことで有名なアレクサンダー・グラハム・ベルは、ライバルとの特許戦争に巻き込まれ、わずか11年間で600件もの訴訟を起こした。その中でも特に注目されたのが、ベルがウエスタンユニオンを訴えた事件である。ウエスタンユニオンのバックには、グラハム・ベルとは別に電話を発明したイライシャ・グレイがついていた。
特許戦争が発生しやすくなったのは、情報化時代になってからのことで、技術革新の急速な発展により、特許制度の多くが時代遅れになっていることも関係している。1980年代には、日米のテクノロジー企業が特許戦争を繰り広げ、「特許と特許の争い」を余儀なくされるシナリオが生まれた。この日米間の特許戦争は、メディアによって誇張された部分もあったが、1990年代半ばには沈静化した。
特許戦争の頻発に拍車をかけたのが、パテント・トロールの出現であった。「パテント・トロール」という言葉は、1990年代にインテルの社員が作った造語で、インテルのピーター・デトキンが広めた。デトキンによると、インテルは「"patent extortionists（特許強奪者） "という言葉を使ったことで名誉毀損で訴えられたので、私は "patent trolls（パテント・トロール） "という言葉を思いついた。"パテント・トロール"とは、自らは行使しておらず、また、行使するつもりもなく、ほとんどの場合は行使したこともない特許で大金を稼ごうとする者のことだ」という。
1990年代、アメリカ連邦裁判所は、ソフトウェアの特許取得を制限する特許庁による過去の決定を覆し始めた。1997年には、ソフトウェア会社のトレンドマイクロ、Integralis（Integralisは2009年に、NTTコミュニケーションズによる買収を経て、2011年にSecodeと統合されて、2013年10月に「NTT Com Security」に社名変更を行った。その後、NTTコミュニケーションズグループのセキュリティ事業の中核を担っている）、マカフィー、シマンテック（企業買収や売却が繰り返された結果、ブロードコム社やノートンライフロック社に事業は分割されている）の4社が、ウイルス対策ソフトをめぐって特許戦争を繰り広げた 。1999年には、「ワンクリック注文技術」の特許をめぐって、Amazon.comとバーンズ・アンド・ノーブルの間で特許戦争が起こった 。2004年には、ソニーとコダックがデジタルカメラをめぐって特許戦争を起こし、2007年まで続いた。
現在のスマートフォン特許戦争は2000年代後半に始まった。PC Magazine誌によると、Apple社は、競合するGoogle社の（携帯電話などの）モバイルデバイス用OS「Android」オペレーティングシステムに「（どちらかが倒れることでしか終わらない）核戦争」を突きつけることで、スマートフォン市場に特許戦争をもたらした。これにより、モバイル市場における主要テクノロジー企業間の「戦争」が引き起こされた。Apple社は、パテント・トロールのレッテルを貼られたDigitude Innovations社とのつながりを指摘され、非難を受けている。この戦争の後、Apple自身もパテント・トロールと呼ばれるようになった。

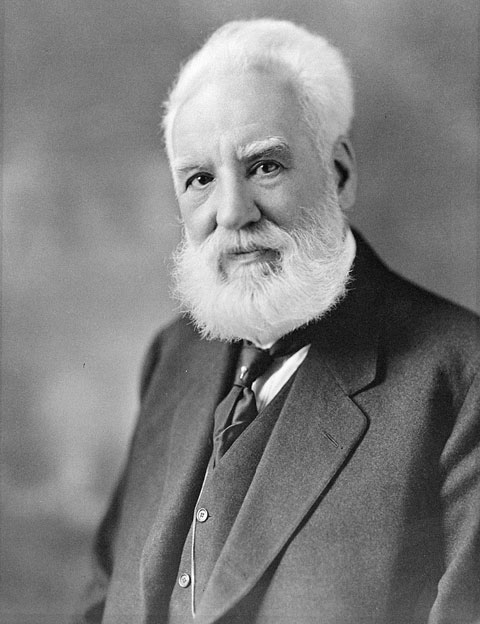
アレクサンダー・グラハム・ベルは、電話の発明をめぐって特許戦争を繰り広げた。

## 影響と反応
特許は、知的財産の保護とイノベーションの促進を目的とし、革新的な企業に一時的な競争上の優位性を与えるものだが、訴訟の脅しによって攻撃的に利用されることもある。これにより、企業は研究開発に費やすべき時間と費用を、訴訟対応に割かざるを得なくなる。ビジネスウィーク誌は、「特許戦争で勝つのは弁護士だけだ」と書いている。
特許戦争のリスクを軽減するための提案は数多く存在する。Twitter社は2012年に「Innovator's Patent Agreement」を発表し、同社の従業員の同意なしに特許を会社の都合に合わせて使用しないことを約束している。また、特許を必要とする業界以外では、特許を完全に廃止するべきという意見もある。